# 糖组学
糖组学（英語：Glycomics）又稱糖体学，是综合研究糖组（醣的全部补体，无论是游离存在的还是在生物体的更复杂的分子中存在的），包括遗传，生理，病理等方面。糖组学“是给定细胞类型或生物体的所有聚糖结构的系统研究”，并且是糖生物学的一个子集。Glycomics一詞是從表示糖或甜味的「glyco-」與基因組學（genomics，涉及基因）和蛋白質組學（proteomics，涉及蛋白質）之命名規律而來。此規律也導致了「糖组」一詞的出現，用來表示生物個體內擁有的所有碳水化合物。

## 挑战
- 醣的复杂性：结构不是线性，而是高度分枝。此外，聚糖可以被修饰（修饰的糖），这增加了它的复杂性。
- 聚糖的复杂生物合成途径。
- 通常发现聚糖与蛋白质（糖蛋白）结合或与脂质（糖脂）缀合。
- 与基因组不同，聚糖具有很强的动态性。

这一研究领域必须处理在其他应用生物学领域尚未见到的固有的复杂程度。68个构建单元（用于DNA，RNA和蛋白质的分子; 脂类的类别; 糖类的糖键类型）为构成细胞整个生命的分子编排提供了结构基础。DNA和RNA有四个构建块（核苷或核苷酸）。 基于酮酰基和异戊二烯将脂质分为八类。 蛋白质有20个（氨基酸）。 糖类有32种类型的糖键。虽然这些结构单元只能线性地附着于蛋白质和基因，但是它们可以排列成用于糖的分支阵列，进一步提高了复杂程度。
除此之外，所涉及的众多蛋白质的复杂性不仅仅是碳水化合物的载体，糖蛋白，而是特异性参与与碳水化合物反应的蛋白质：
- 用于合成，调节和降解的碳水化合物特异性酶
- 凝集素，各种碳水化合物结合蛋白
- 受体，循环或膜结合的碳水化合物结合受体

## 使用的工具
以下是聚糖分析中常用技术的例子

### 高分辨质谱法（MS）和高效液相色谱法（HPLC）
最常用的方法是质谱法（MS）和高效液相色谱法（HPLC），其中聚糖部分从目标物酶的或化学的裂解并进行分析。在糖脂的情况下，它们可以直接分析而不分离脂质成分。

## 软件和数据库
有几种在线软件和数据库可供糖组研究使用。 这包括：
- GlycomeDB（英语：GlycomeDB）
- UniCarb-DB（英语：UniCarb-DB）

## 参看
- 糖生物学
- 组学
  - 基因組學
  - 代谢物组学
  - 蛋白質組學
- 系统生物学